# Tomáš Galásek
Tomáŝ Galásek (Frýdek-Místek, 15 de janeiro, 1973) é um ex-futebolista profissional tcheco que atuava como volante. 
Galasek fez parte da geração da República Checa que disputou duas Euros e a Copa do Mundo de 2006, e o ápice foi a semi da Euro de 2004, em Portugal, atuando como volante titular do meio que sustentava Tomas Rosicky, Karel Poborsky e Pavel Nedved. 

## Carreira
O experiente meia Galásek foi formado no Baník Ostrava, clube de sua cidade natal e integrou a seleção tcheca de 1995 até 2008. Em 1996, trocou o time do coração pelo Willem II Tilburg, da Holanda, onde atuou por quatro temporadas.
No ano 2000, o então técnico do Willem, Co Adriaanse, aceitou o desafio de treinar o AFC Ajax. Galásek decidiu acompanhar o treinador e também se transferiu para o grande clube holandês.
No AFC Ajax, resolveu mudar de posição. Originalmente um meia de criação, Galásek tornou-se volante. Na nova função, conquistou dois títulos holandeses e seguiu sendo convocado para a seleção tcheca.
Em 15 de agosto de 2008 deixou o Nürnberg após 2 anos e retornou ao seu clube formador, o Baník Ostrava. Ficou pouco tempo e em 19 dezembro assinou um contrato com Borussia Mönchengladbach da Alemanha.
Finalmente, em julho de 2009 ele decidiu encerrar a carreira, pondo fim a uma história de 18 anos como profissional.

## Seleção
Chegou às semifinais da Eurocopa 2004 como titular da seleção e foi chamado pelo técnico Karel Brückner em praticamente todos os jogos das eliminatórias.
Na Copa do Mundo, o capitão da seleção tcheca teve um péssimo desempenho e perdeu a vaga de titular para Polak na partida contra a Itália. Ainda disputou a Eurocopa 2008 pela seleção tcheca, se retirando dela depois.

## Títulos
AFC Ajax
- Campeonato Neerlandês de Futebol: 2002, 2004
- Copa dos Países Baixos: 2002, 2006

1. FC Nürnberg
- Copa da Alemanha: 2007